# Minnesota Timberwolves 2004-2005
La stagione 2004-05 dei Minnesota Timberwolves fu la 16ª nella NBA per la franchigia.
I Minnesota Timberwolves arrivarono terzi nella Northwest Division della Western Conferencecon un record di 44-38, non qualificandosi per i play-off.

## Roster
| N° | Naz.                   | Ruolo | Sportivo           | Anno | Alt. | Peso |
| -- | ---------------------- | ----- | ------------------ | ---- | ---- | ---- |
| 7  | Stati Uniti (bandiera) | G     | Anthony Carter     | 1975 | 185  | 86   |
| 8  | Stati Uniti (bandiera) | G     | Latrell Sprewell   | 1970 | 196  | 86   |
| 10 | Stati Uniti (bandiera) | A     | Wally Szczerbiak   | 1977 | 201  | 111  |
| 12 | Stati Uniti (bandiera) | A     | John Thomas        | 1975 | 206  | 120  |
| 16 | Stati Uniti (bandiera) | G     | Troy Hudson        | 1976 | 185  | 77   |
| 19 | Stati Uniti (bandiera) | G     | Sam Cassell        | 1969 | 191  | 84   |
| 21 | Stati Uniti (bandiera) | A     | Kevin Garnett      | 1976 | 211  | 100  |
| 23 | Stati Uniti (bandiera) | G     | Trenton Hassell    | 1979 | 196  | 91   |
| 32 | Stati Uniti (bandiera) | G     | Fred Hoiberg       | 1972 | 193  | 92   |
| 34 | Nigeria (bandiera)     | C     | Michael Olowokandi | 1975 | 213  | 122  |
| 35 | Stati Uniti (bandiera) | A     | Mark Madsen        | 1976 | 206  | 109  |
| 40 | Stati Uniti (bandiera) | C     | Ervin Johnson      | 1967 | 211  | 109  |
| 41 | Stati Uniti (bandiera) | A     | Eddie Griffin      | 1982 | 208  | 100  |
| 44 | Nigeria (bandiera)     | A     | Ndudi Ebi          | 1984 | 206  | 91   |

## Staff tecnico
- Allenatori: Flip Saunders (25-26) (fino al 12 febbraio)[1], Kevin McHale (19-12)
- Vice-allenatori: Sidney Lowe, Jerry Sichting, Randy Wittman, Don Zierden